# Mangarshikoppa, Sorab
Mangarshikoppa là một làng thuộc tehsil Sorab, huyện Shimoga, bang Karnataka, Ấn Độ.